# Пинигин, Геннадий Иванович
Генна́дий Ива́нович Пини́гин — специалист в области позиционной астрономии и астрономического приборостроения, профессор, доктор физико-математических наук (1992 г.), заслуженный деятель науки и техники Украины (2002 г.), иностранный член Российской Академии естественных наук (2001 г.).
После окончания аспирантуры Г. И. Пинигин работал младшим научным сотрудником в Главной (Пулковской) астрономической обсерватории Академии наук СССР (1967 г.). С 1986 года по решению Президиума АН СССР назначен заведующим Николаевским отделением ГАО, с 1992 года Г. И. Пинигин — директор Николаевской астрономической обсерватории, которая с 2002 года является научно-исследовательским институтом.
Основная научная деятельность Г. И. Пинигина связана с вопросами изучения оптимальных конструкций и создания новых меридианных телескопов для наземных определений координат небесных объектов. За успехи в области астрономического приборостроения Г. И. Пинигин был награждён серебряной медалью Выставки достижений народного хозяйства (ВДНХ) СССР (1974 г.).
В 1995 году в НАО был создан новый автоматический телескоп конструкции Г. И. Пинигина (вместе с соавторами) — Аксиальный меридианный круг (АМК), который в 2001 году был внесен в список объектов национального достояния Украины.
Под руководством Г. И. Пинигина в НАО широко развернулось международное сотрудничество с астрономическими обсерваториями России, Франции, Турции и КНР по уточнению связи между радио- и оптической опорными системами координат, созданию высокоточного сводного каталога в избранных площадках небесной сферы, по наблюдениям и определениям масс избранных астероидов.
Г. И. Пинигин ведет активную педагогическую работу, читая лекции студентам вузов Николаева и Санкт-Петербурга. Он автор более 300 научных публикаций. Г. И. Пинигин является членом Международного астрономического союза с 1979 года, возглавляет с 1992 года Ученый совет Николаевской астрономической обсерватории. Малая планета Солнечной системы № 7976 носит имя «Пинигин».

## Биография
Геннадий Иванович Пинигин родился 19 мая 1943 года в поселке Акутиха, Быстроистокского района, Алтайского края.
В 1960 году окончил среднюю школу в Бийске
1960—1965 гг. — студент Томского Государственного университета.
В 1962 году награждён Почётной грамотой и знаком Астрономического Совета АН СССР.
В 1965 году окончил Томский государственный университет по специальности «Астрономогеодезия».
1965—1968 гг. — аспирант Главной (Пулковской) астрономической обсерватории Академии Наук СССР.
1968—1985 гг. — младший научный сотрудник ГАО АН СССР.
В 1973 году защитил диссертацию на соискание научной степени кандидата физико-математических наук по специальности «01.03.01 — Астрометрия и небесная механика». Тема диссертации — «Исследование Пулковского горизонтального меридианного круга Л. А. Сухарева по результатам наблюдений прямых восхождений звезд». Научная степень присуждена диссертационным советом ГАО АН СССР, диплом МФМ № 020577.
В 1974 году окончил Ленинградский институт авиационного приборостроения (ныне — ГУАП) по специальности «Радиоэлектронные устройства».
В 1976—1977 гг. — начальник полярной экспедиции на острове Западный Шпицберген (Баренцбург, Норвегия).
В 1979 году избран в члены Международного астрономического союза (МАС), на 17-й Генеральной Ассамблее МАС.
В 1985—1986 гг. — старший научный сотрудник ГАО АН СССР.
В 1985—1991, 1994—2000 гг. — член организационного комитета комиссии № 8 «Позиционная астрономия» МАС.
В 1985 году награждён серебряной медалью Выставки достижений народного хозяйства (ВДНХ) СССР, Москва.
В 1986 году принят в члены Европейского астрономического общества.
1986—2001 гг. — член учёного совета ГАО Академии наук СССР (после 1992 года — ГАО Российской академии наук (ГАО РАН)).
С 1992 года по настоящее время — директор Николаевской астрономической обсерватории , которая с 2002 года является научно-исследовательским институтом.
В 1992 году присвоена научная степень доктора физико-математических наук по специальности «01.03.01 — Астрометрия и небесная механика». Тема диссертации — «Определение прямых восхождений и склонений звёзд посредством автоматического меридианного инструмента горизонтальной конструкции». Научная степень присуждена специализированным учёным советом Главной астрономической обсерватории Национальной Академии наук Украины, диплом ДН N000357.
В 1993 году принят в члены Украинской астрономической ассоциации.
В 1994 году принят в члены Евро-Азиатского астрономического общества (Москва); с 2002 года по 2004 год входил в состав Правления.
В 1997 году присвоено учёное звание профессора по специальности «астрономия и физика». Звание присвоено решением учёного совета Николаевского государственного педагогического института им. В.Белинского (с 2001 года — Николаевский национальный университет имени В. А. Сухомлинского).
В 1998 году был награждён Почетной грамотой Министерства науки Украины, приказ № 149 от 13 мая 1998 года.
С 2000 года по 2003 год — заместитель председателя, а далее член экспертного ученого совета по астрономии Министерства образования и науки Украины.
С 2000 года по настоящее время — член специализированного совета ГАО Национальной Академии наук Украины.
В 2003 году именем Геннадия Ивановича Пинигина названа малая планета (7976 Pinigin), открытая Н. С. Черных 21 августа 1977 года в Крымской астрофизической обсерватории.
С 2006 года — член комиссии № 41 «История астрономии» МАС.
В 2006 году награждён Почетным знаком «Святий Миколай Чудотворець» III степени.
В 2008 году приказом Министерства образования и науки Украины награждён нагрудным знаком «За научные достижения».
В 2009 году — член национального комитета Украины по празднованию Международного года астрономии (МГА-2009).
В 2010 году награждён знаком Национальной академии наук Украины «За профессиональные достижения», удостоверение № 305.
В 2010 году избран «Гражданином года» (2009) в номинации «Наука и образование» (г. Николаев); вручены знак и диплом.
В 2011 году награждён Почётной грамотой и знаком Верховной Рады Украины «За особые заслуги перед украинским народом», Распоряжение Председателя Верховной Рады Украины № 714 от 23 августа 2011 года.
В 2012 году Указом Президента Украины № 331/2012 за весомый личный вклад в развитие отечественной науки, укрепление научно-технического потенциала Украины, многолетний безупречный труд награждён Орденом «За заслуги» III-й степени.